# Pozza di Fassa
Pozza di Fassa est une ancienne commune italienne d'environ 2 100 habitants située dans la province autonome de Trente dans la région du Trentin-Haut-Adige dans le nord-est de l'Italie. Elle a fusionné en 2018 avec Vigo di Fassa pour devenir San Giovanni di Fassa.

## Administration
| Période                                  | Période | Identité | Étiquette | Qualité |
| ---------------------------------------- | ------- | -------- | --------- | ------- |
|                                          |         |          |           |         |
| Les données manquantes sont à compléter. |         |          |           |         |

### Hameaux
Pera di Fassa, Monzon

### Communes limitrophes
Canazei, Tires, Mazzin, Nova Levante, Rocca Pietore, Vigo di Fassa, Moena, Soraga

## Galerie

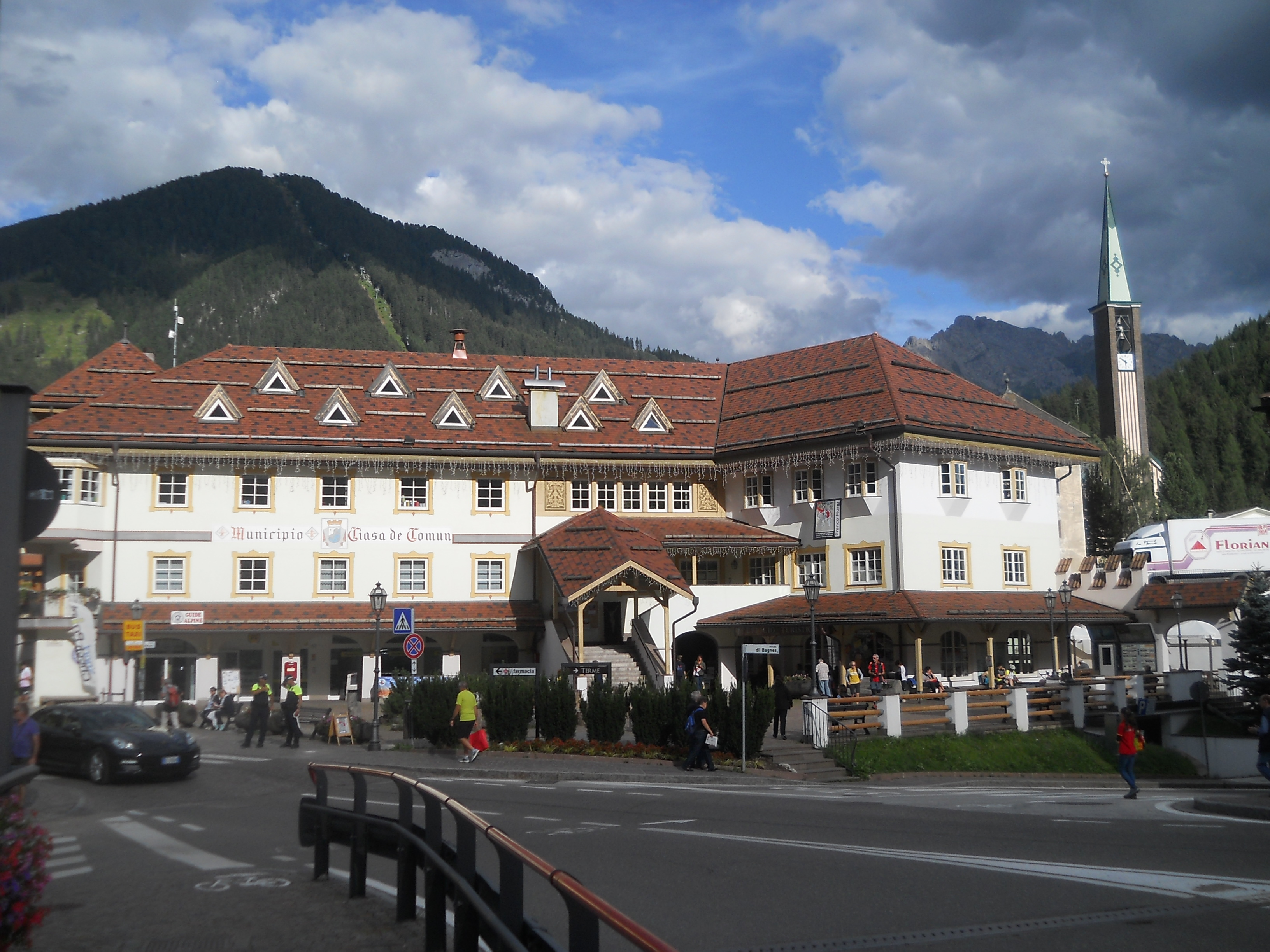
Mairie.
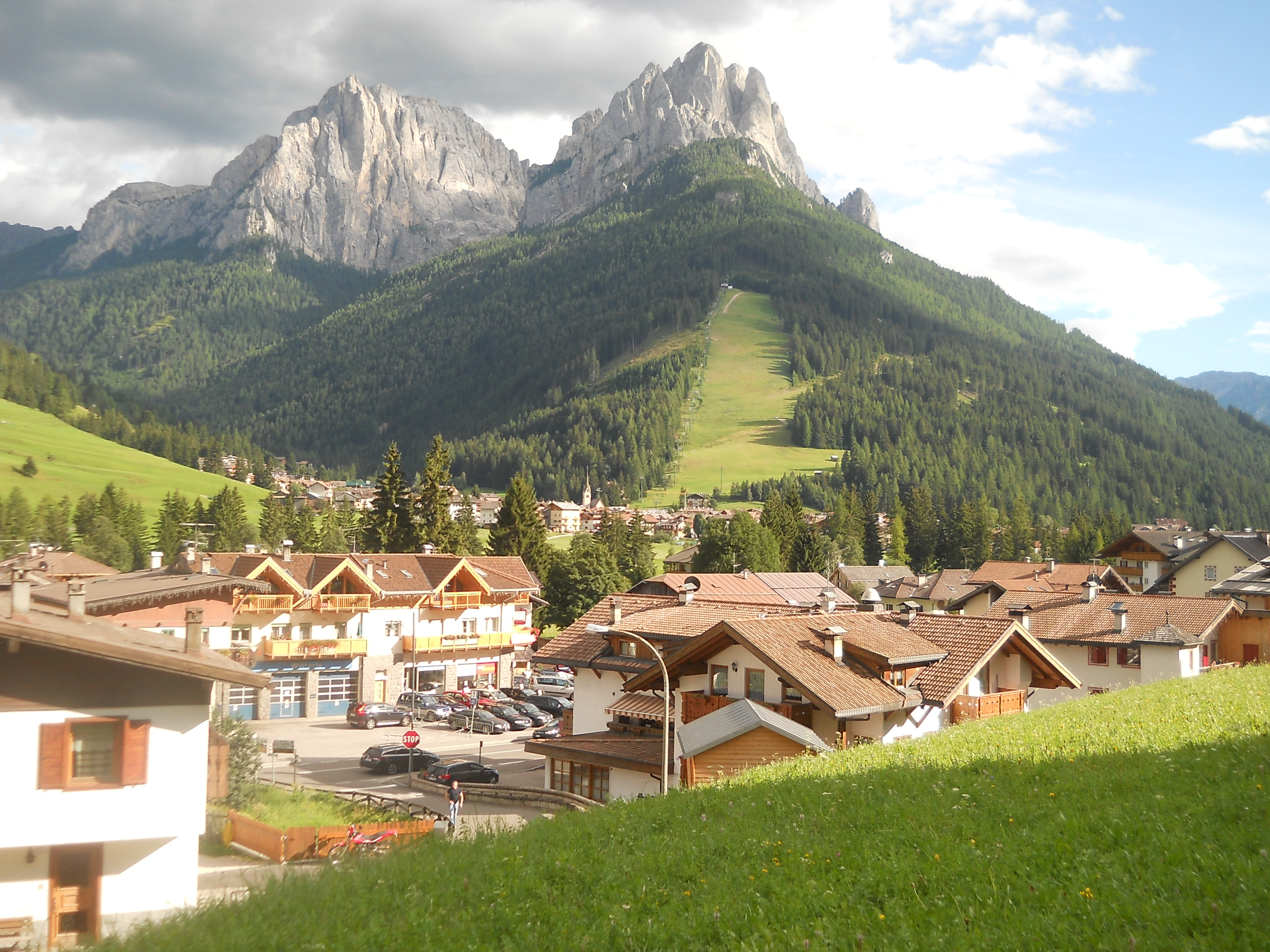
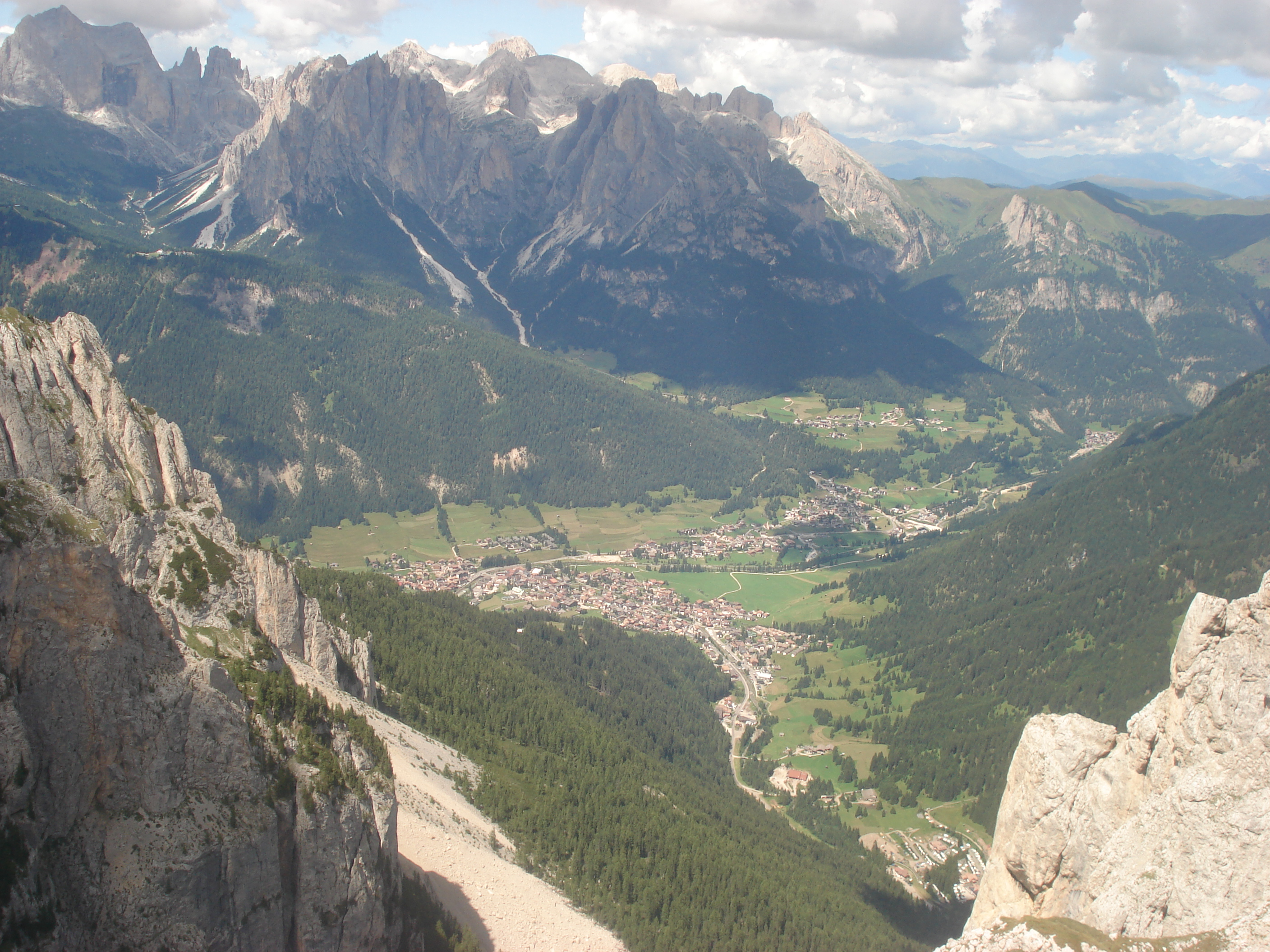
Panorama depuis la Cima Undici.